# 紫家七論
『紫家七論』（しかしちろん）とは、江戸時代の水戸の国学者である安藤為章（安藤年山、1659年（万治2年）-1716年（享保元年））により著された紫式部および『源氏物語』に関する評論を内容とする『源氏物語』の注釈書。全1巻。1703年（元禄16年）9月の成立。

## 書名
本書の最も一般的な書名は『紫家七論（しかしちろん）』であるが、以下のような様々な名称で呼ばれることもある。
- 『紫女七論（しじょしちろん）』
- 『源氏七論（げんじしちろん）』（神宮皇學館文庫本など）
- 『七論（しちろん）』
- 『源氏物語考』

これらの表題に多く使われている「七論」の名は、本書でその議論を作者に関するもの2つと物語に関するもの5つの計7つの項目にまとめていることに由来している。

## 概要
安藤為章が契沖のもとで『万葉集』の講義を受けた際、かねてから考えていた『源氏物語』についての諸説を語り合ったところ同意することが多かったために自説を一冊の書物に仕立て上げたのが本書である。本書は『源氏物語』の注釈書に分類されるが、これ以前に存在した一般的な『源氏物語』の注釈書のように巻序を追って本文を挙げて説明を加えているのではなく、『源氏物語』と紫式部に関するさまざまな問題を七項目（七論）にまとめて論じたものであり、『源氏物語』と紫式部に関する、はじめての本格的作家論であるとされている。『源氏物語』注釈史の中でそれまで余り重要視されていなかった『紫式部日記』を初めて積極的に『源氏物語』解釈に取り入れて、紫式部の生没年や『源氏物語』の執筆時期などについての数多くのそれまでに無かった考察を行った。安藤為章は水戸藩における修史事業に携わる中で数多くの公卿らの日記に接しており、『紫式部日記』を『源氏物語』の解釈に取り入れたことはその歴史研究の手法を『源氏物語』の理解に取り入れたものと考えることが出来る。その結果、長く『源氏物語』成立の事情を説明すると信じられてきた『源氏物語のおこり』について、もし紫式部と源高明とが安和の変以前から知り合っていたとすると式部は五十歳を過ぎてから娘の大弐三位を生んだことになるなどあり得ないことであると指摘して否定したことなど『源氏物語のおこり』に代表される『源氏物語』や紫式部についての伝説的説明を排除して、『源氏物語』の執筆時期などについて現在でも多く支持されている学説を始めて唱えたことなどに研究史上の意義を持つ。
本書は、『源氏物語』の注釈史の中で新注の嚆矢として契沖著の『源注拾遺』（1698年（元禄11年）成立）と並び称されており、これに続く本居宣長などによる国学者の『源氏物語』研究に大きな影響を与えた。本居宣長は本書の内容について批判し否定している部分もあるものの、その著『源氏物語玉の小櫛』の巻一において本書を必読書として挙げている。本居宣長記念館には国の重要文化財に指定されている本居宣長が自ら書写し手元に置いていた本書の写本が現存しており、しばしば展示されている。

## 内容
本書は序文および初めに「紫家系譜」を示した後以下の7章に分けて旧説を引用し、それを批判する体裁をとって議論している。
- 「才徳兼備」
『紫式部日記』に描かれた人物評論において良い評価を受けている人物と『源氏物語』の作中で良い評価を受けている人物の描かれ方が同じであることを元に紫式部が持っていたとされる人物論を語っている。
- 「七事共具」
紫式部が『源氏物語』の作者にふさわしいとする以下のような七つの理由を備えているとしている。
  - 女性であること。
  - 貴族の上流でもなく下流でもなく中流の階級の生まれであること。
  - 父親をはじめ高名な学者・文人の多い学問の家系に生まれたこと。
  - 天才であったこと。
  - 学芸に通じていること。
  - 有職故実に通じていること。
  - 地理に明るいこと。
- 「修撰年序」
『紫式部日記』や『栄花物語』のさまざまな記述を元にいつ頃『源氏物語』が著されたのかについて考察を加えており、長保3年4月15日（1001年5月10日）に夫である藤原宣孝と死別した後、寛弘二、三年頃、宮仕えするまでの三、四年間の寡居生活中に書き、宮仕えまでにはその大半が完成していて、世に広まっていたとしている。
- 「文章無双」
『源氏物語』の文章を清少納言の『枕草子』と比べて名文であるとしている。
- 「作者本意」
作者が何を描くためにこの『源氏物語』を書いたのかについて、「諷喩説」（わざと本義を隠して「喩え」を使用して遠まわしにそれとなく推察させる仕方）を唱えている。
- 「一部大事」
作中での冷泉帝や薫の行動について弁護している。
- 「正伝説誤」
『源氏物語のおこり』等に描かれてきたこれまでの紫式部についての伝説について、『紫式部日記』などから確認できるさまざまな事実と合わないとして批判を加えている。

## 本文
伝本は多いが、内容的には大きな異同はないとされる。翻刻本として以下のようなものがある。
- 『国文註釈全書 2 紫女七論』國學院大學出版部、1908年（明治41年）、復刻版すみや書房、1967年（昭和42年）
- 池邊義象校訂『国文叢書 源氏物語 上巻』博文館、1912年（大正元年）8月
- 関根正直校訂『新型袖珍名著文庫 第5 源氏物語忍草・紫家七論』冨山房、1926年（大正15年）
- 『日本思想大系 39　近世神道論 前期国学』岩波書店、1972年（昭和47年）、pp.. 422-441。
- 秋山虔監修島内景二・小林正明・鈴木健一編集『批評集成・源氏物語 第1巻 近世前期篇』ゆまに書房、1999年（平成11年）5月、pp.. 205-230。 ISBN 4-89714-631-3

現代語訳として以下のものがある（一部抄出）
- 萩谷朴訳「紫家七論」『日本の古典 7 王朝日記随筆集 1』河出書房新社、1971年（昭和46年）5月、pp.. 396-403。